# Сільське господарство України

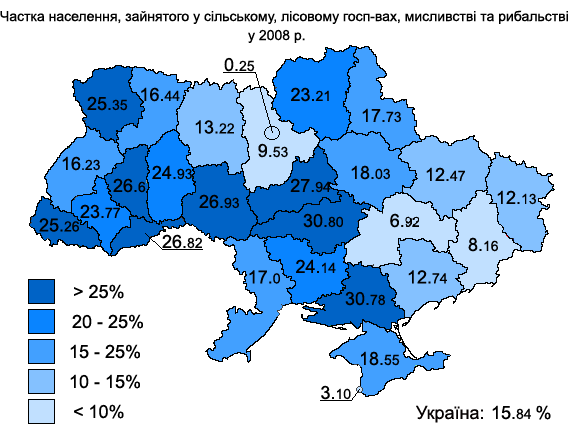
Частка населення, зайнятого у галузях сільського та лісового господарства за даними 2008 року

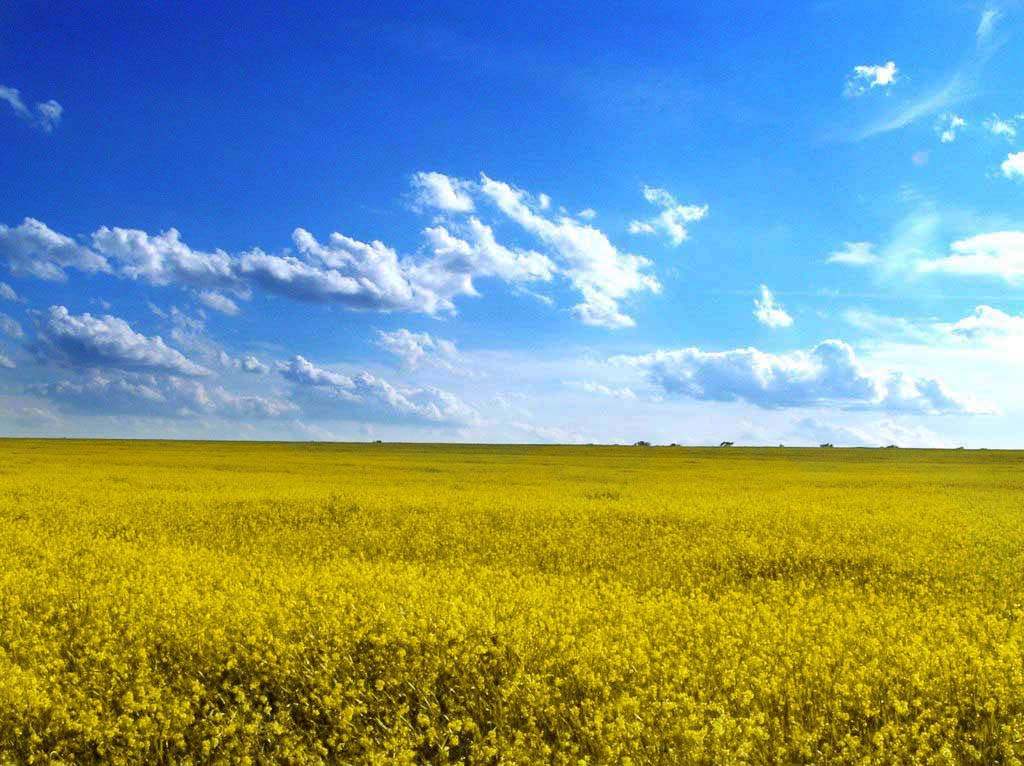
Сільськогосподарські угіддя в Одеській області

Сільське́ господа́рство Украї́ни — одна з провідних галузей економіки України, що призначена для забезпечення населення продовольством і отримання сировини для промисловості.
Сільське господарство — це наука, мистецтво та практика вирощування сільськогосподарських культур і розведення свійських тварин для отримання їжі, палива, волокна та інших продуктів. Сільськогосподарські культури потрібні людині для харчування, годівлі тварин і одержання волокна (бавовни і сизалю). Тварин вирощують заради вовни, молока, м'яса чи органічних відходів (як палива). 

## Статус
Крім стабільного забезпечення населення країни якісним, безпечним, доступним продовольством, сільське господарство України спроможне на вагомий внесок у розв'язання світової проблеми голоду. Його потенціал виробництва значно перевищує потреби внутрішнього ринку.
Сільськогосподарські угіддя займають 42 млн гектарів, або 70 % загального фонду країни. 78,9 % сільськогосподарських угідь — орні землі та багаторічні насадження, 13,0 % — пасовища, 8,4 % — сіножаті. Найвища частка орних земель — у степових районах (70–80 %) і лісостеповій зоні. Пасовища зосереджені, переважно, в Карпатах, на Поліссі та в південно-східних степових областях, сіножаті — в долинах річок лісової і лісостепової зон.
Станом на 2015 рік українські сільгоспвиробники постачають свою продукцію в 190 країн світу.
За даними уряду, станом на 2018 рік, агросектор займає майже 17 % ВВП України і приносить майже 38 % валютної виручки (у 2010 році сільське господарство продукувало 8,2 % ВВП в Україні, а сільськогосподарська продукція складала 14,5 % від загального експорту товарів. У сільськогосподарському секторі було зайнято 15,8 % від усіх працівників).
Станом на 10 листопада 2023 року, під час жнивної кампанії в Україні намолочено вже 71,5 млн тонн олійних та зернових культур. 
Збір зернових та зернобобових проведено на площі 9 млн 840 тис. га при врожайності 52,1 ц/га, у тому числі:
- пшениці намолочено 22 млн 409 тис. тонн;
- кукурудзи намолочено 21 млн 218 тис. тонн;
- ячменю намолочено 5 млн 890 тис. тонн;
- гороху намолочено 398,2 тис. тонн;
- гречки намолочено 206,7 тис. тонн;
- проса намолочено 178,9 тис. тонн;
- інших зернових та зернобобових культур намолочено 974,1 тис. тонн.

Збір олійних культур, як вказано, проведено на площі 8 096 тис. га, намолочено 20,2 млн тонн, з яких:
- соняшника намолочено 11 млн 520 тис. тонн насіння;
- сої намолочено 4 млн 713,2 тис. тонн;
- збирання ріпаку завершено, його намолочено 4 005 тис. тонн насіння (при врожайності – 28,7 ц/га).

Цукровий буряк, як зазначається, накопано 10 млн 098,7 тис. тонн солодких коренів при врожайності 477,9 ц/га.
Остаточно, відповідно повідомлення Міністерства аграрної політики та продовольства України, станом на третій тиждень грудня 2023 року, в Україні було зібрано 78,7 млн тонн нового врожаю, з яких зернових – 57 млн 859 тис. тонн та олійних культур – 20 млн 759 тис. тонн.
Станом на кінець травня 2024 року, згідно повідомлення Державного секретаря Міністерства аграрної політики та продовольства України, в результаті повномасштабної війни було знищено близько 30 % усього потенціалу агросектору, майже 20 % сільськогосподарських земель — окуповано. Взагалі, за два роки з початку повномасштабного вторгнення агросектор України зазнав прямих збитків на понад $10 млрд.

## Загальна характеристика
Сільське господарство складається з рослинництва і тваринництва. За вартістю продукції рослинництво перевищує тваринництво.
Рослинництво включає вирощування зернових, технічних, кормових, овочевих, баштанних культур і картоплі, садівництво, виноградарство і квіткарство.

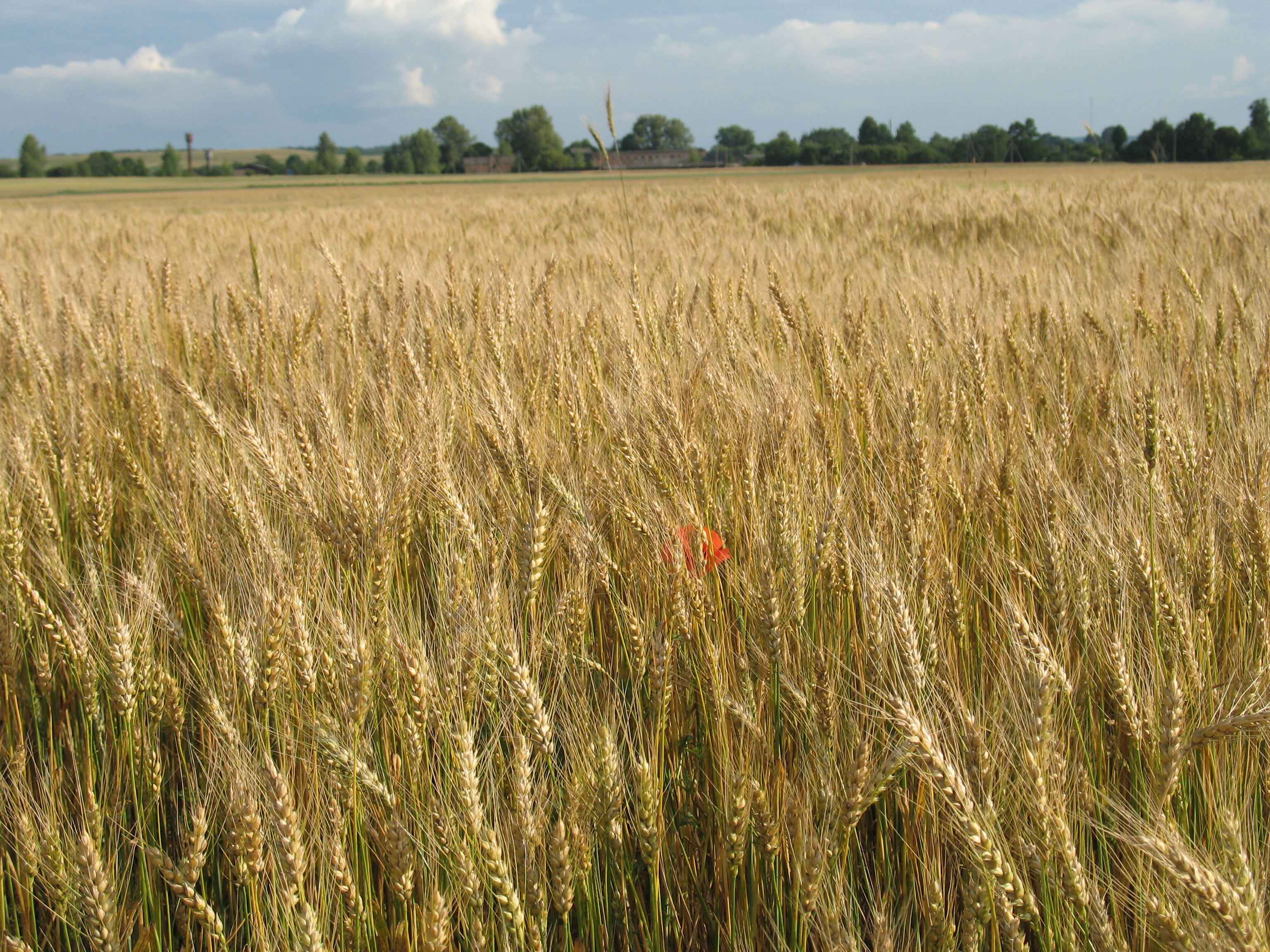
Пшеничне поле, Рівенська область

Провідні культури в землеробстві — зернові: озима і яра пшениця, жито, озимий і ярий ячмінь, кукурудза, овес, гречка, просо та рис.
Основна зернова культура України — озима пшениця. Основні райони її вирощування — Лісостеп і північні райони Степу. Яра пшениця має нижчу врожайність у порівнянні з озимою, її посіви розміщені головним чином у степових районах України з суворішими зимовими умовами, де практично відсутній постійний сніговий покрив.
Цінною продовольчою культурою є озиме жито. Основні райони його вирощування — Полісся і захід Лісостепу. Овес поширений у тих самих районах, що й жито, і служить допоміжною зернофуражною культурою.
Другою за розмірами площ посівів є зернова культура ячмінь. Ярий вирощують на Поліссі, а озимий — у південній частині Степу та в передгірних районах Криму.
Третє місце в Україні за площею посівів посідає кукурудза. Найкращі умови для її вирощування — північний і центральний Степ, південь Лісостепу.
Значні площі в Україні відводяться під гречку. Найбільші посіви гречки зосереджені у Поліссі, а також частково у Лісостепу.
Просо переважно вирощують у Лісостепу і Степу.
Рис як продовольчу культуру вирощують на поливних землях у Миколаївській, Херсонській областях та в Криму.
Зернове господарство відіграє важливу роль в аграрному секторі України, забезпечуючи стабільне постачання населення хлібом і хлібобулочними виробами, а також сировиною для промислової переробки.
За рівнем виробництва зерна Україна посідає одне з провідних місць у світі. На світовому ринку зерна, в середньому за останні 10 років, Україна посіла одинадцяте місце по виробництву пшениці та сьоме місце по виробництву ячменю. Певний ріст даних показників розпочався в 2000 р., внаслідок чого Україні вдалося по виробництву пшениці увійти у чільну десятку, а по виробництву ячменю — у чільну сімку. Порівнюючи валове виробництво основних сільськогосподарських культур з Країнами Євросоюзу та Росією, Україна поступається Німеччині, Франції, а також Росії, сільськогосподарські угіддя якої в рази перевищують українські.
Виробництво, переробка і експорт зерна в Україні дають суттєві грошові надходження до бюджету і є важливими сферами працевлаштування населення країни. Крім того, зернова галузь країни має суттєвий потенціал розвитку, пов'язаний, перш за все, з наявністю багатих земельних ресурсів і достатньої кількості кваліфікованої робочої сили.
Технічні культури досить різноманітні: соняшник, цукровий буряк, льон, хміль, тютюн.
Соняшник займає близько двох третин усієї площі технічних культур (2,1 млн га). Основні площі соняшнику зосереджені в степовій зоні та на півдні лісостепової. Найвища концентрація посівів спостерігається у Донецькій, Дніпропетровській, Луганській, Запорізькій областях.
Важливе місце з-поміж технічних культур займають цукрові буряки, які використовують для виробництва цукру. Основними регіонами вирощування цукрових буряків є області Лісостепу, північного Степу, південної частини Полісся.
Порівняно великі площі серед інших технічних культур займає льон-довгунець. Райони його вирощування — Чернігівська, Житомирська, Рівненська, Волинська, Сумська, Львівська та Івано-Франківська області.
У південних районах України вирощують рицину, олію якої широко використовують в авіаційній, парфумерній, медичній, шкіряній та інших галузях.
Плантації тютюну поширені в Криму, Придністров'ї та Закарпатті. Для потреб пивоварної, дріжджової та хлібопекарської промисловості використовують хміль. Цю культуру вирощують здебільшого у Житомирській, Рівненській областях.
Картопля та інші овочі — цінні, багаті на вітаміни харчові продукти, які є сировиною для харчової промисловості і цінним кормом. За обсягом виробництва картопля посідає друге місце після зерна і її використовують як харчовий продукт, для технічної переробки на спирт, крохмаль, патоку і як корм для тварин. Основні райони виробництва картоплі — Полісся і Лісостеп України, а також передмістя великих міст.
Овочівництво поширене на всій території України і має переважно азональний характер. Найбільша концентрація посівів овочевих культур характерна для господарств, розташованих навколо великих міст, для забезпечення населення свіжою продукцією. На Поліссі, наприклад, вирощують переважно огірки, моркву, столовий буряк, капусту, у Лісостепу — огірки, помідори, цибулю, у Степу — помідори, перець, баклажани.
Важливою галуззю сільськогосподарського виробництва є садівництво та виноградарство. Різні райони України спеціалізуються на вирощуванні різних плодів.
Основні масиви яблунь і груш розташовані в Лісостепу і на Поліссі, а вишень, слив, абрикос, черешень, персиків, горіхів — у Степу.
У центральних і південних областях черешні, горіхи, абрикоси та інші плодові дерева ростуть у виснажених лісосмугах, уздовж автошляхів, у лісах. Останнім часом кількість плодових насаджень зросла на дачних ділянках навколо міст.
Великі плантації винограду розташовані на півдні країни і в Закарпатті. Близько 80 % усіх площ виноградників зосереджено в Херсонській, Одеській областях та в Криму. Високоякісні європейські сорти вирощують у південній частині Криму.

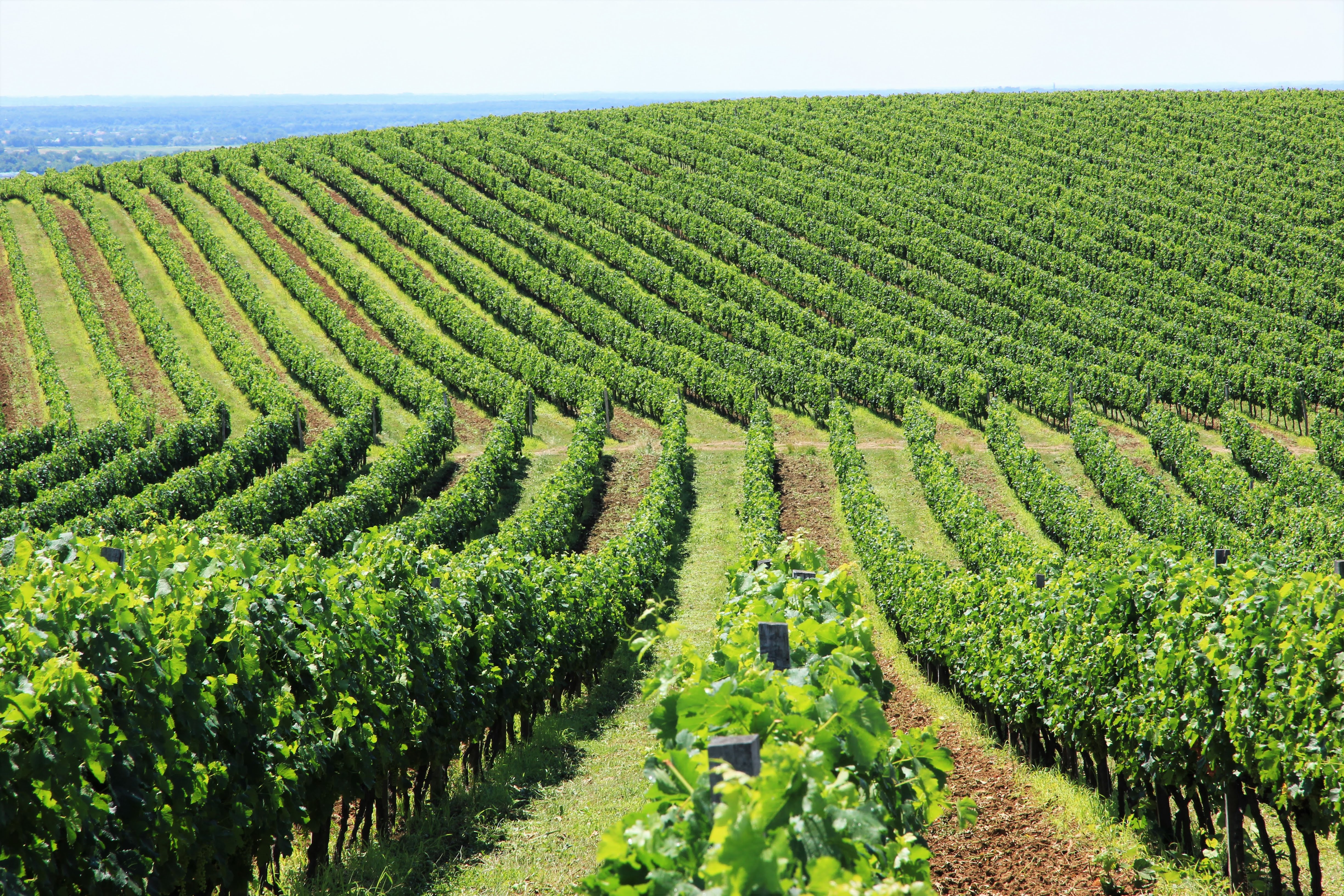
Виноробство Закарпаття

В Україні вирощують також лікарські рослини. Головним районом вирощування є Крим.
Тваринництво України традиційно спеціалізується на виробництві м'яса, м'ясопродуктів, молока, яєць та інших харчових продуктів.
Тваринництво поділяється на скотарство (розведення великої рогатої худоби), свинарство, вівчарство, птахівництво тощо. На розміщення тваринництва великий вплив справляє кормова база.
Головна галузь тваринництва — скотарство. Основними продуктами скотарства є молоко, м'ясо і шкіра тварин. Скотарство розвинене повсюдно. Навколо великих міст, міських агломерацій, у приміських зонах Полісся, Лісостепу розміщуються господарства, що спеціалізуються на молочно-м'ясній продукції. М'ясо-молочне тваринництво переважає в Степу.
Свинарство — друга за значенням галузь тваринництва. Свинарство забезпечує населення харчовими продуктами — м'ясом і жиром, а легку промисловість — шкірою, щетиною та ін. Воно менше залежить від кормової бази, тому зосереджено в густонаселених районах, де добре розвинуті овочівництво, є відходи харчової промисловості. Основними постачальниками продукції свинарства є Лісостеп і Степ.
Вівчарству в Україні належить допоміжна роль. Особливо інтенсивно вівчарство розвивається в Степу і на гірських пасовищах Карпат. Ця галузь спеціалізується на постачанні м'яса, вовни, овчини, жиру, овечого молока.
Птахівництво орієнтується на фуражне зерно, що переробляється на корм, розвивається в приміських зонах великих міст. Ця галузь спеціалізується на розведенні курей, індиків, качок, гусей, виробництві м'яса, яєць, пера й пуху. Промислове птахівництво розвивається в усіх природно-економічних зонах. Великими виробниками пташиного м'яса і яєць є лісостепові і степові області. Перше місце в Україні належить Криму.
На структуру, розміщення, спеціалізацію тваринництва України істотний вплив справляє кормова база, різна в різних районах держави і залежна від ряду місцевих особливостей.

## Рослинництво
У Міністерстві аграрної політики і продовольства України повідомили, що в 2016 році Україна зібрала найбільший урожай зернових за період незалежності — 66 мільйонів тонн. Минулорічний показник перевищено майже на 6 мільйонів тонн.
 
В 2016 році також встановлено рекордні показники по врожайності зернових: пшениця — 42,1 ц/га, жито — 27,3 ц/га, кукурудза — 66 ц/га, горох — 31,3 ц/га.
Зернові та зернобобові культури
- 1991 — 38,7 млн т зерна
- 1997 — 35,4 млн т зерна
- 2009 — на 1 грудня намолочено 47,9 млн т з площі 15,4 млн га.
- 2010 — на 1 грудня намолочено 41,5 млн т з площі 14,6 млн га. Середня врожайність — 2,85 т/га проти

Кукурудза на зерно
- 2009 — на 1 грудня зібрано 10,1 млн т з площі 1992,0 тис.га, урожайність — 5,09 т/га.
- 2010 — на 1 грудня зібрано 12,0 млн т з площі 2625,0 тис.га за середньої врожайності 4,58 т/га.

Цукровий буряк
- 1991 — 36,3 млн т
- 1997 — 17,5 млн т
- 2009 — на 1 грудня накопано 10,3 млн т з площі 324,0 тис.га
- 2010 — на 1 грудня накопано 14,8 млн т з площі 495,0 тис.га і вивезено 14,5 млн т, Середня врожайність — 29,9 т/га.

Соя
- 2009 — 1,02 млн т з площі 624,0 тис.га за середньої врожайності 1,63 т/га.
- 2010 — 1,67 млн т з площі 1038,0 тис.га, Середня врожайність — 1,61 т/га.

Насіння соняшнику
- 2010 — одержано 7,15 млн т з площі 4436,0 тис.га, Урожайність — 1,61 т/га.

Озимий ріпак
- 2010 — на 1 грудня посіяно 1034,0 тис.га, що становить 85 % від запланованих 1223,0 тис.га.

Завершено сівбу озимини. Посіяно (без ріпаку) 8270,0 тис.га. В тому числі на зерно — 8199,0 тис.га, що становить 97 % від запланованих 8430,0 тис.га. З них:
- озимої пшениці — 6650,0 тис.га (99 % від плану),
- жита — 323,0 тис.га (94 %),
- ячменю — 1224,0 тис.га (89 %).

Зяблевий обробіток ґрунту в 2010 році проведено на площі 13481,0 тис.га, що становить 102 % від запланованих 13251,0 тис.га. 2009 року
на цю дату було підготовлено 12980,0 тис.га.

Виробництво, зібрана площа та врожайність основних культур по регіонах, 2014
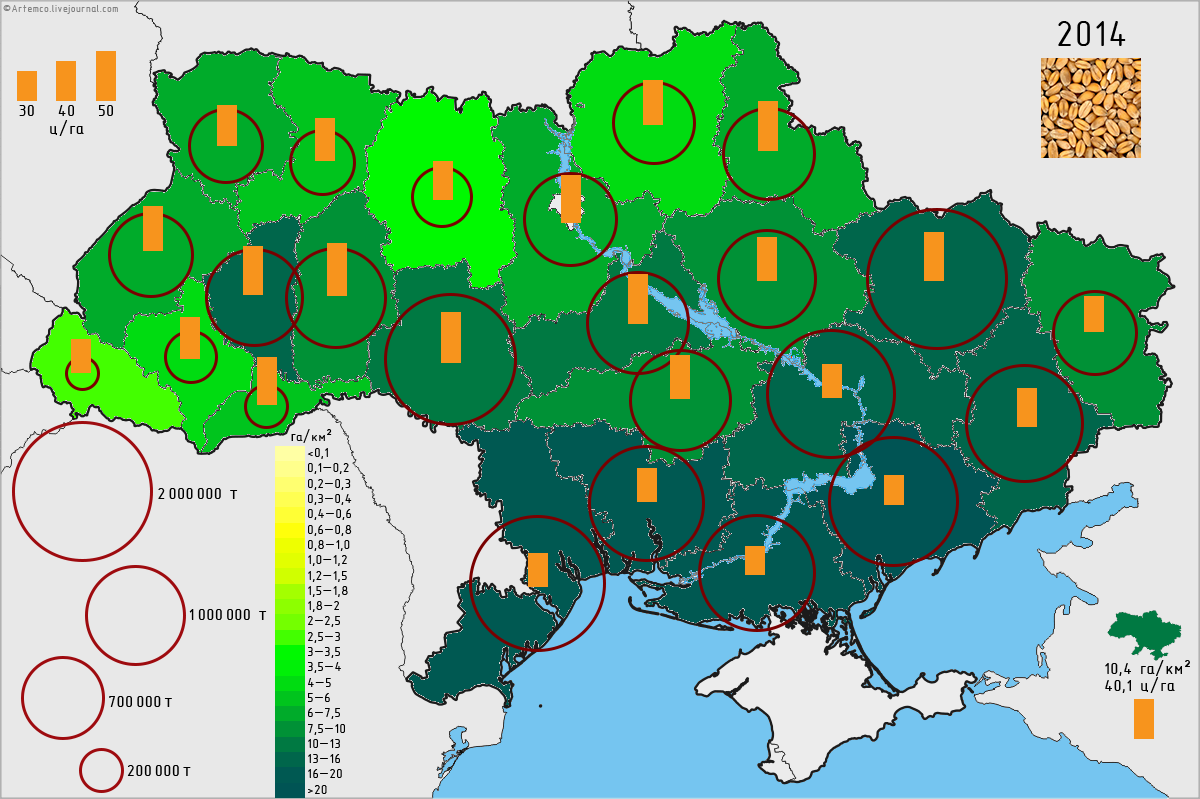
пшениця
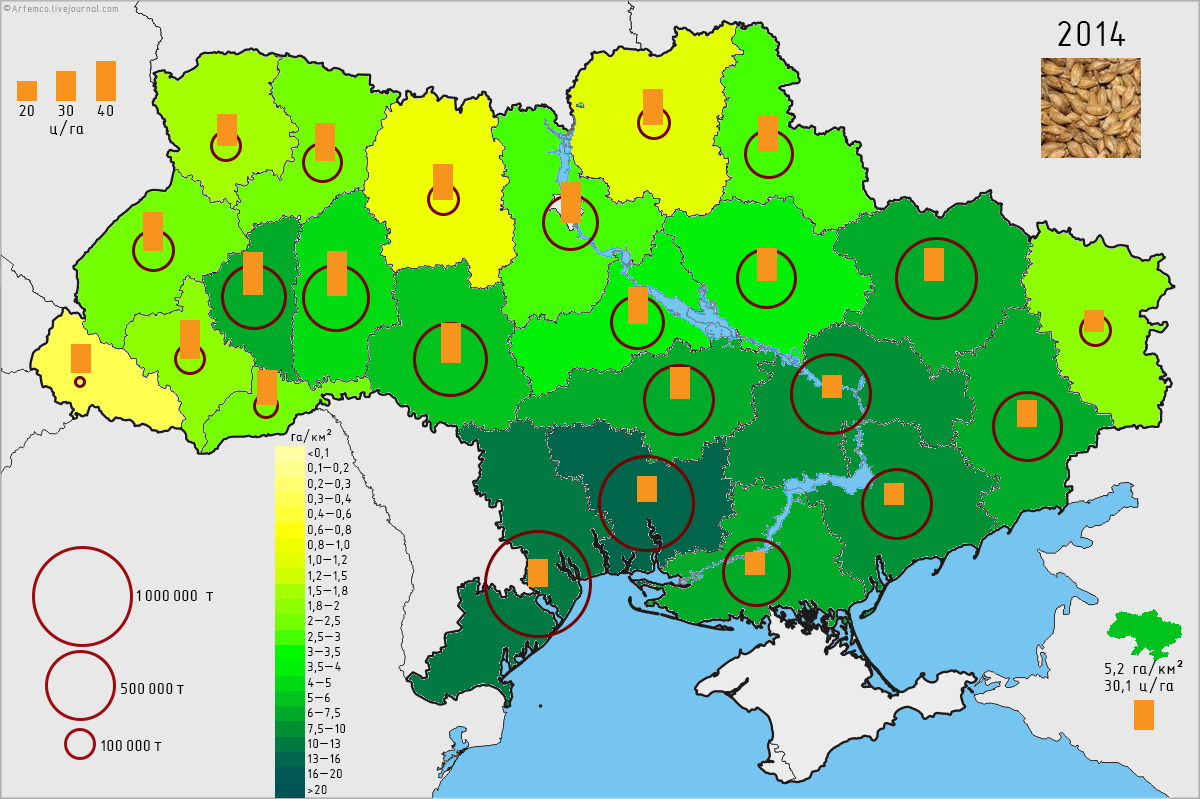
ячмінь
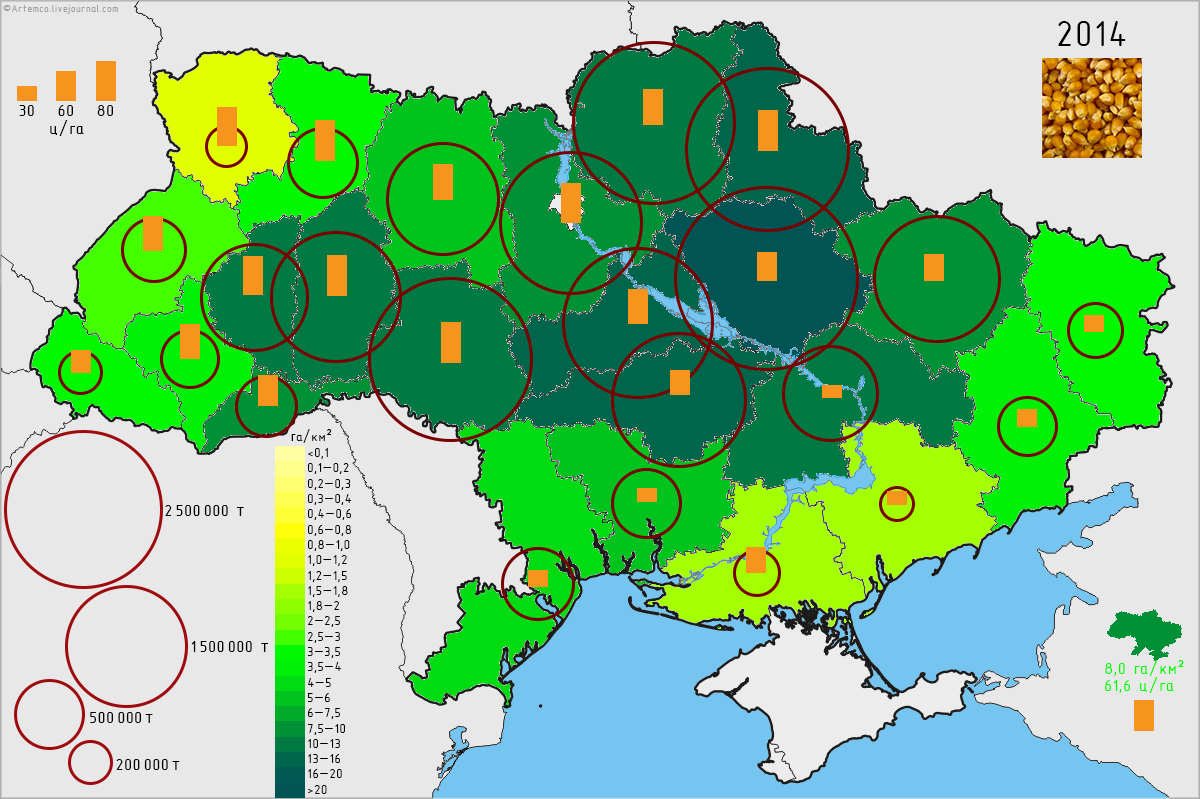
кукурудза на зерно
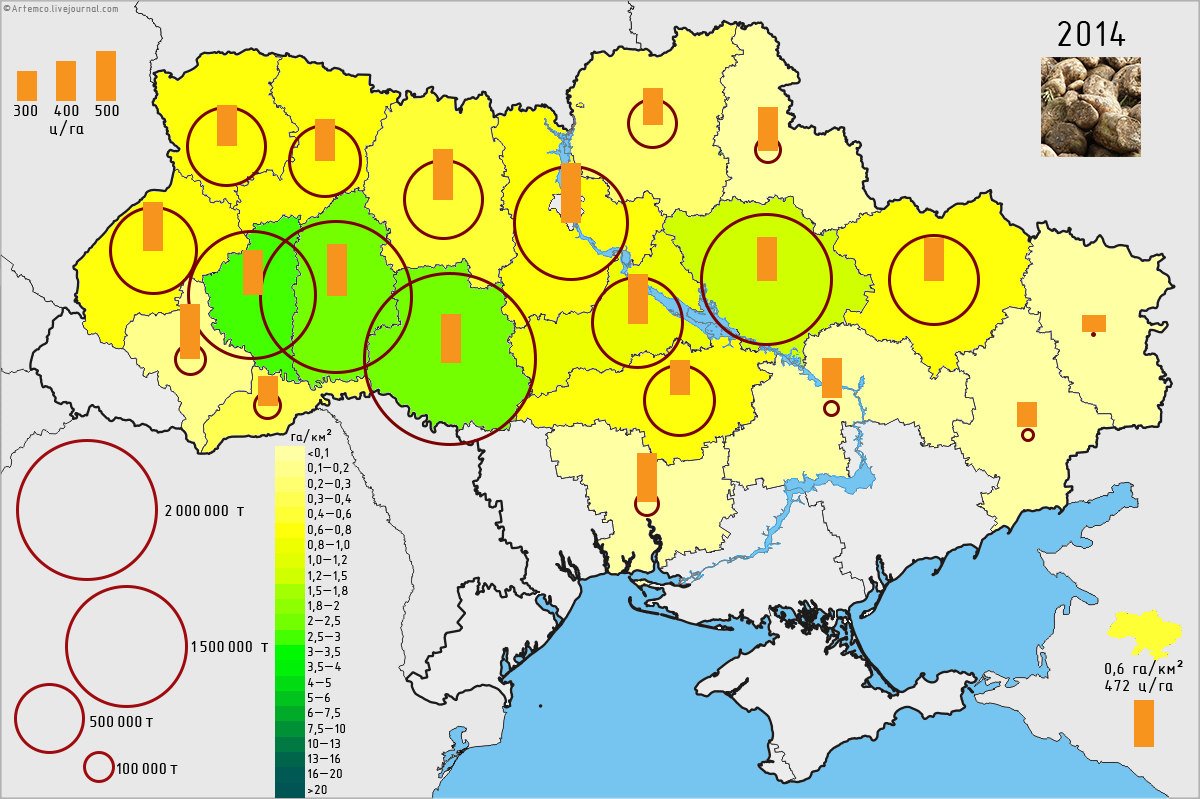
цукрові буряки
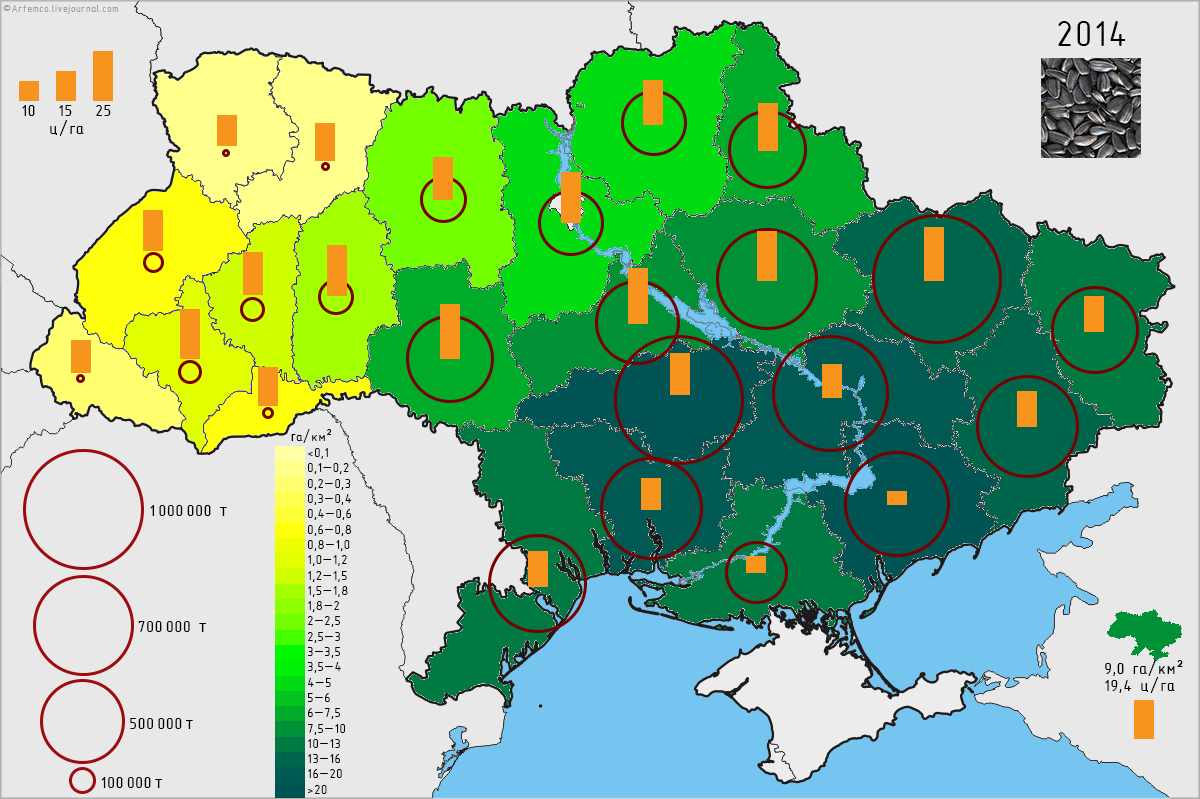
соняшник
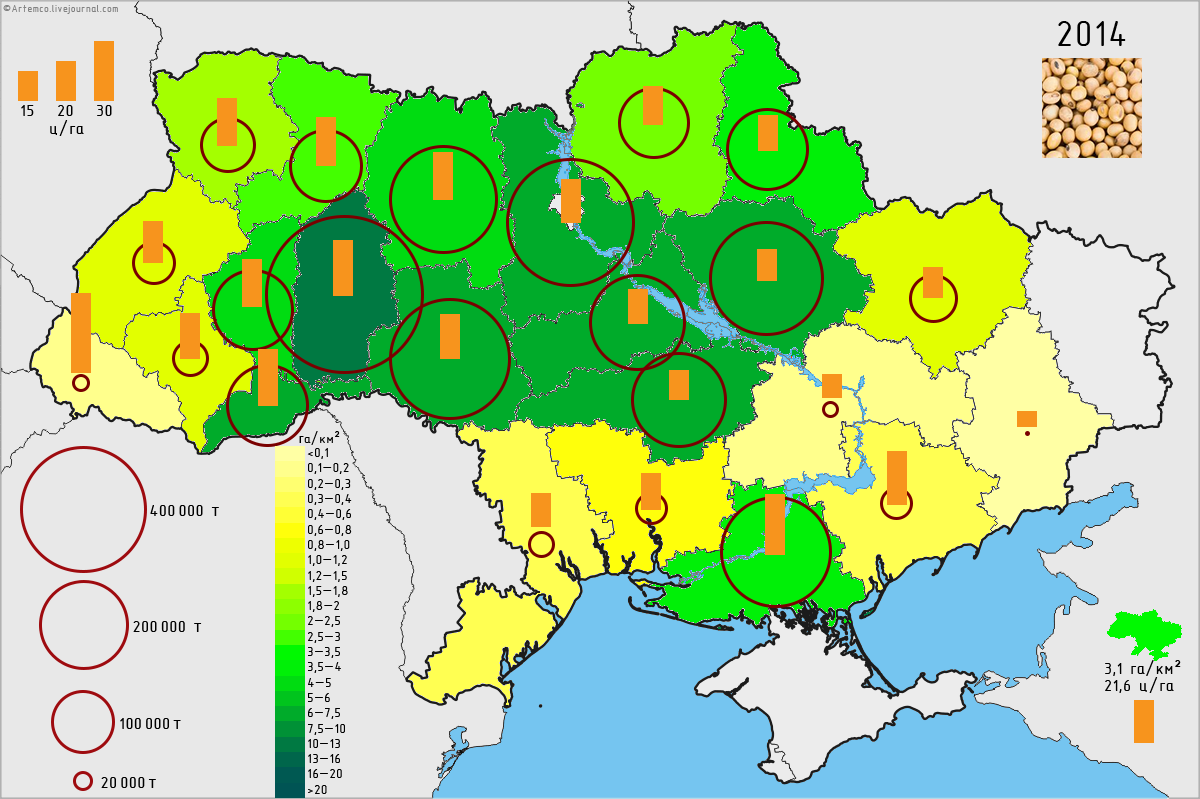
соя
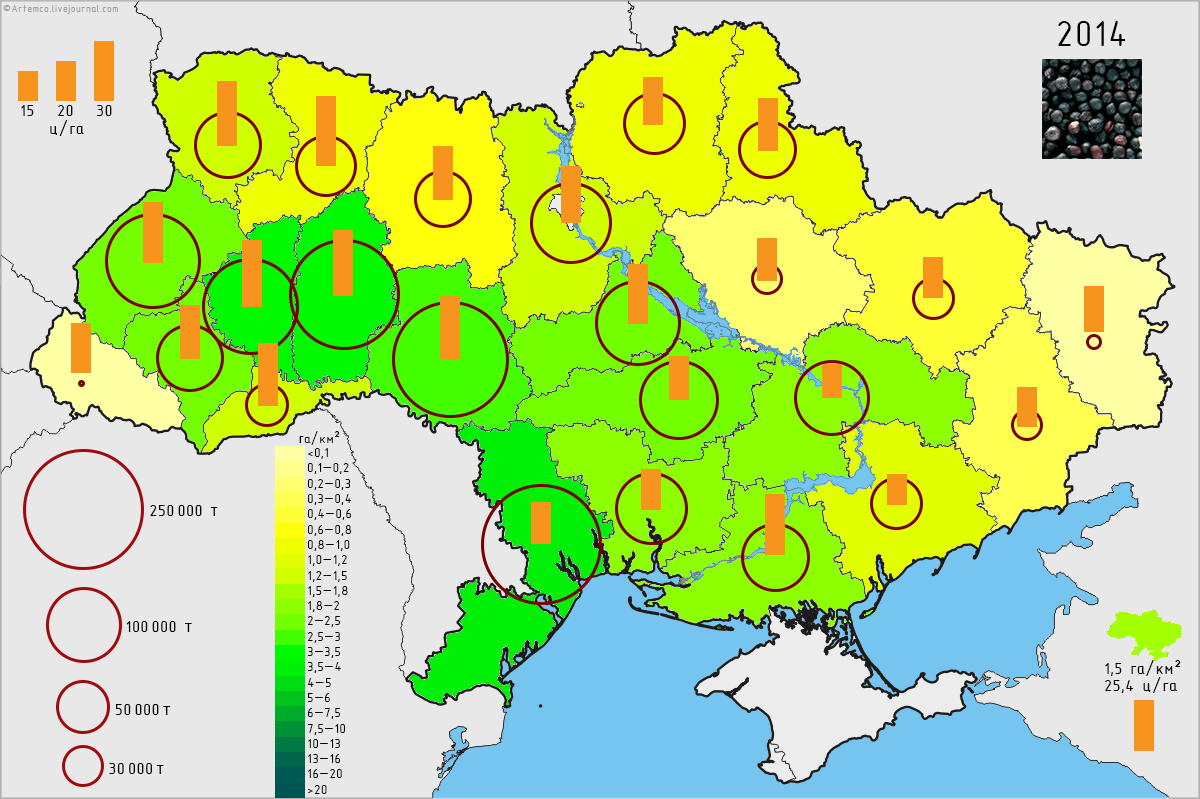
ріпак
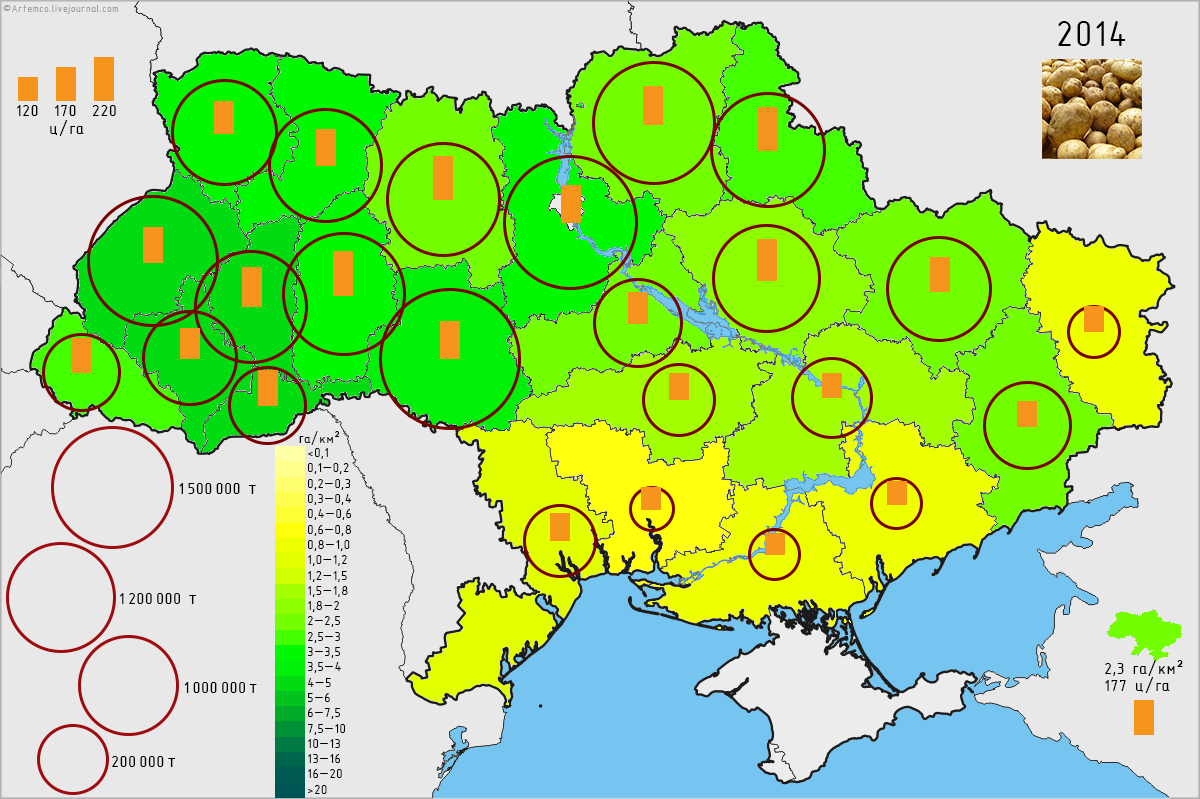
картопля
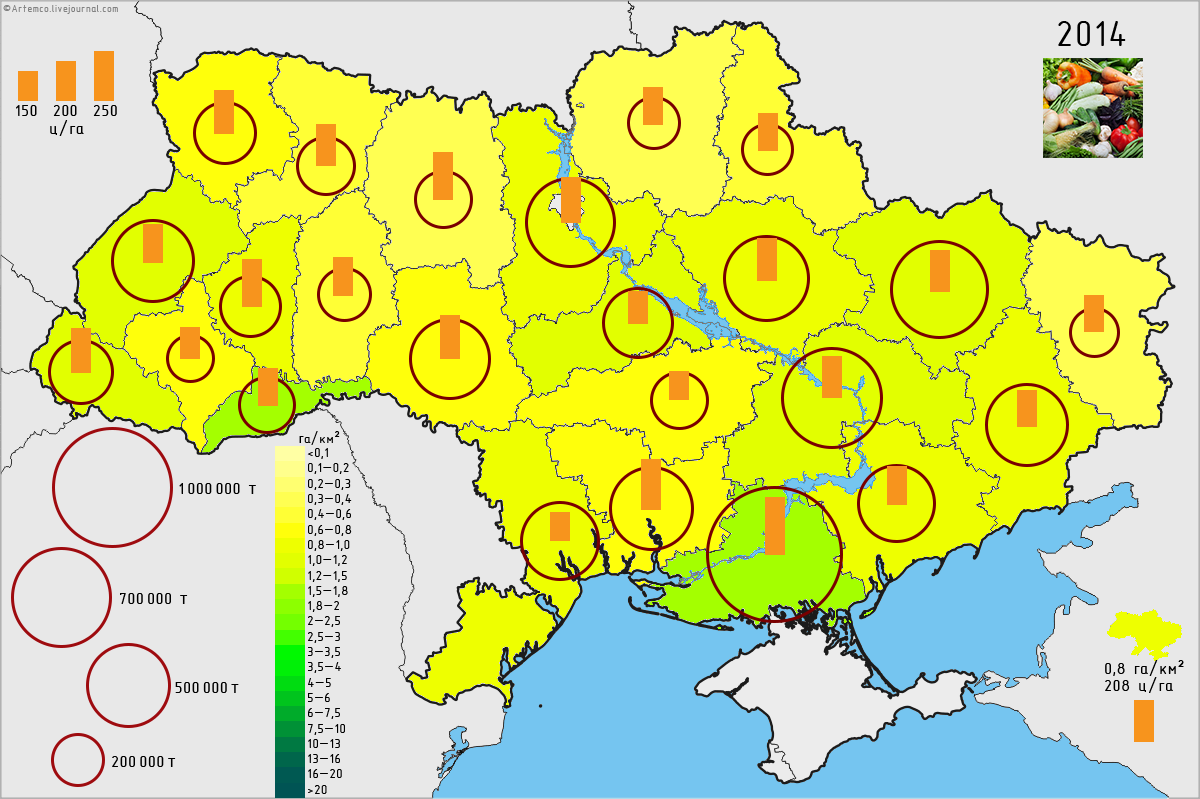
овочі
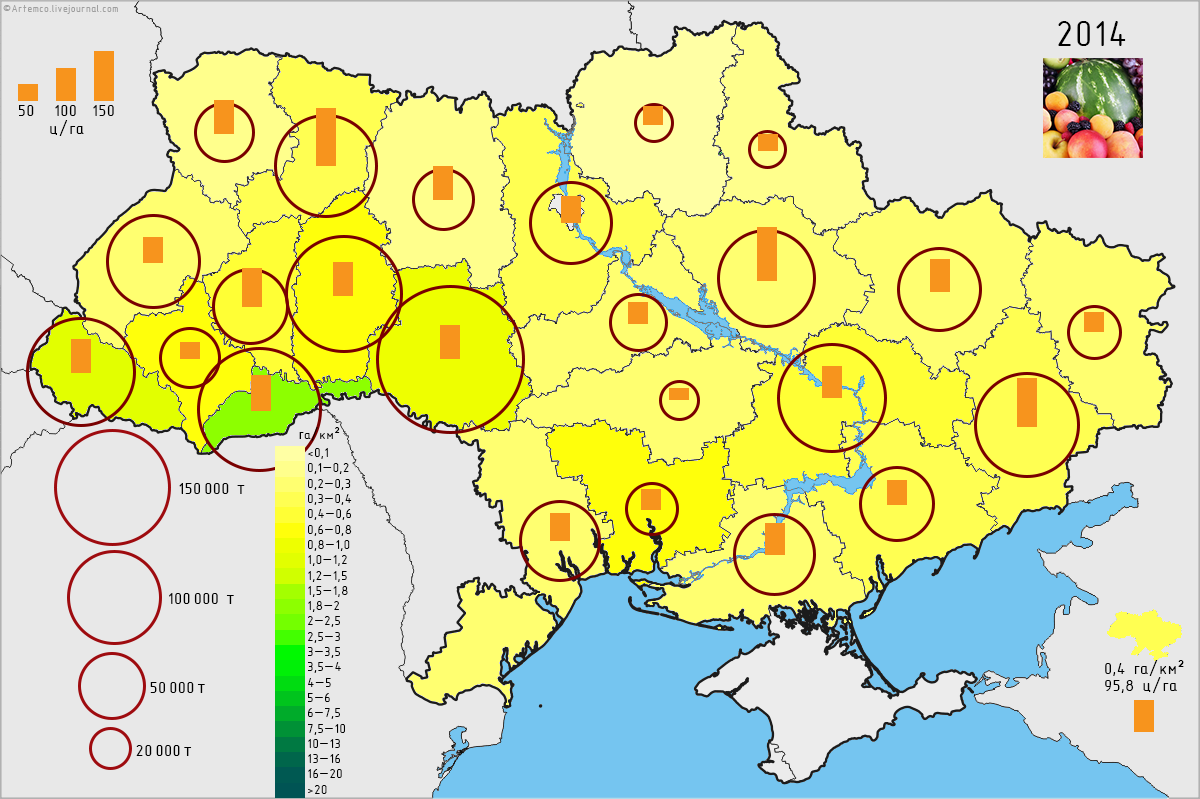
плоди та ягоди

## Овочівництво
Україна входить у першу десятку світових лідерів за валовим виробництвом овочевої і баштанної продукції, а у розрахунку на душу населення займає дев'яте місце у світі. Проте серед 20-ти передових країн світу Україна посідає лише 18-те місце за рівнем урожайності. Генетичний потенціал вітчизняних сортів і гібридів використовується лише на 30 відсотків.

## Тваринництво
Тваринництво посідає в сільському господарстві України місце своєрідної «переробної» галузі, що переробляє продукцію рослинництва на харчові продукти і технічну сировину. У структурі валової продукції сільського господарства, тваринництво становить понад 38 %. Основні його галузі — скотарство, свинарство, вівчарство, птахівництво. До тваринництва також належать рибництво, бджільництво та шовківництво. Загалом завдання тваринництва полягають у виробництві високоякісних харчових продуктів та цінної сировини для харчової та легкої промисловості. Виробничий процес у тваринництві більш механізований і сприяє переведенню галузі на промислові основу.
Виробництво деяких видів продукції тваринництва:.
М'яса всіх видів:
- 1991 — 4,1 млн т
- 1997 — 1,9 млн т
- 2001 — 2,3 млн т
- 2007 — 2,8 млн т
- 2012 — 3,1 млн т

Молока:
- 1991 — 22,7 млн т
- 1997 — 13,7 млн т
- 2001 — 13,4 млн т
- 2007 — 12,3 млн т
- 2012 — 11,4 млн т

## Проблеми розвитку
Основними проблемами розвитку аграрного сектору економіки (а отже, і сільського господарства) в Україні називається:
- нерівномірність розвитку різних форм господарювання з одночасним послабленням позицій середніх сільськогосподарських товаровиробників внаслідок створення для різних за розмірами та соціальним навантаженням сільськогосподарських товаровиробників формально однакових, але не рівних умов господарювання;
- відсутність мотивації до кооперації та укрупнення дрібних сільськогосподарських товаровиробників у межах сільських громад, ослаблення економічного підґрунтя розвитку сільських громад;
- нестабільність конкурентних позицій вітчизняної сільськогосподарської продукції на зовнішніх ринках внаслідок незавершення процесів адаптації до європейських вимог щодо якості та безпечності харчових продуктів;
- низькі темпи техніко-технологічного оновлення виробництва;
- наявність ризиків збільшення виробничих витрат внаслідок зростання рівня зношеності техніки, переважання використання застарілих технологій, збільшення вартості невідновлюваних природних ресурсів у структурі собівартості виробництва вітчизняної сільськогосподарської продукції;
- втрати такої продукції внаслідок недосконалості системи логістики її зберігання та інфраструктури аграрного ринку в цілому;
- відсутність у сільськогосподарських товаровиробників мотивації до дотримання агроекологічних вимог;
- обмежена ємність внутрішнього ринку споживання сільськогосподарської продукції, що обумовлена низькою платоспроможністю населення;
- недостатня ефективність самоорганізації та саморегулювання ринку сільськогосподарської продукції, складність у виробленні сільськогосподарськими товаровиробниками консолідованої позиції щодо захисту своїх інтересів;
- непоінформованість значної частини сільськогосподарських товаровиробників про кон'юнктуру ринків та умови ведення бізнесу в галузі;
- незавершеність земельної реформи[1].

## Експорт
В 2021 році було встановлено історичний рекорд обсягу експорту агропродукції 27,7 млрд доларів. У 2024 році Україна вийшла на довоєнний період експорту - 24,5 млрд доларів, який склав 59% в загальному експорті. Загалом 2024 року Україна експортувала 78,3 млн тонн аграрної продукції.

## Люди і компанії
Станом на 2012 найбільші земельні банки мали:
| Нр. | Мажоритарний акціонер / засновник / генеральний директор | назва компанії                 | Земельний банк (га) |
| --- | -------------------------------------------------------- | ------------------------------ | ------------------- |
| 1   | Олег Бахматюк                                            | Ukrlandfarming                 | 508 000             |
| 2   | Андрій Веревський                                        | KERNEL                         | 330 000             |
| 3   | Іван Гута                                                | «Мрія Агрохолдинг»             | 295 000             |
| 4   | Юрій Косюк                                               | Миронівський хлібопродукт      | 280 000             |
| 5   | Віктор Іванчик, Валерій Коротков                         | Агропромхолдинг «Астарта-Київ» | 245 000             |
| 6   | Рінат Ахметов, Вадим Новинський                          | HarvEast Holding               | 220 000             |
| 7   | Юрій Журавльов                                           | Agroton Public Limited         | 170 000             |
| 8   | Микола Толмачов                                          | Sintal Agriculture             | 150 000             |
| 9   | Олексій Порошенко                                        | Агропродінвест                 | 96 000              |
| 10  | Сергій Гайдай                                            | Дружба-Нова                    | 100 000             |
| 11  | Олександр Петров                                         | Індустріальна молочна компанія | 83 000              |
| 12  | Олексій Вадатурський, Андрій Вадатурський                | Нібулон                        | 80 000              |
| 13  | Андрій Гордійчук                                         | Сварог Вест Груп               | 75 000              |
| 14  | Віктор Нусенкіс                                          | Донецьксталь                   | 62 000              |
| 15  | Сергій Касьянов                                          | KSG Agro                       | 61 000              |
| 16  | Шарль Беґбедер                                           | AgroGeneration                 | 51 000              |
| 17  | Всеволод Кожемяко                                        | Агротрейд                      | 46 500              |
| 18  | Сергій Кравчук                                           | Галс Агро                      | 35 000              |
| 19  | Борис Колесніков                                         | АПК-Інвест                     | 23 000              |
| 20  | Костянтин Лапцов                                         | Мілкіленд-Україна              | 23 000              |